# Motorola Mobility
Motorola, cuya razón social es Motorola Mobility LLC, es una empresa estadounidense de telecomunicaciones y electrónica de consumo, filial del conglomerado tecnológico chino Lenovo. La empresa fabrica principalmente teléfonos inteligentes y otros dispositivos móviles que ejecutan el sistema operativo Android.
En 2011, Motorola Inc. fue dividida por dos franquicias independientes. Motorola Mobility nació como spin-off con el que fuera el brazo de Motorola en materia de teléfonos, mientras que Motorola Solutions se quedó con la parte de equipos como servidores y redes de telecomunicación después del renombramiento del nombre original. Por eso, el sucesor legal directo de Motorola Inc. es Motorola Solutions.
En agosto de 2011, fue adquirida por Google por una cifra aproximada de 12.500 millones de dólares. Debido a las pérdidas económicas, el 29 de enero de 2014 vendió a la compañía china Lenovo por 2.910 millones de dólares. Su lema es Hello Moto.

## Historia
Motorola Mobility (antes conocida como la división de Dispositivos Móviles de Motorola) surgió el 4 de enero de 2011 como resultado de la división de Motorola Inc en dos empresas independientes, Motorola Solutions y Motorola Mobility.

### Google adquiere Motorola Mobility

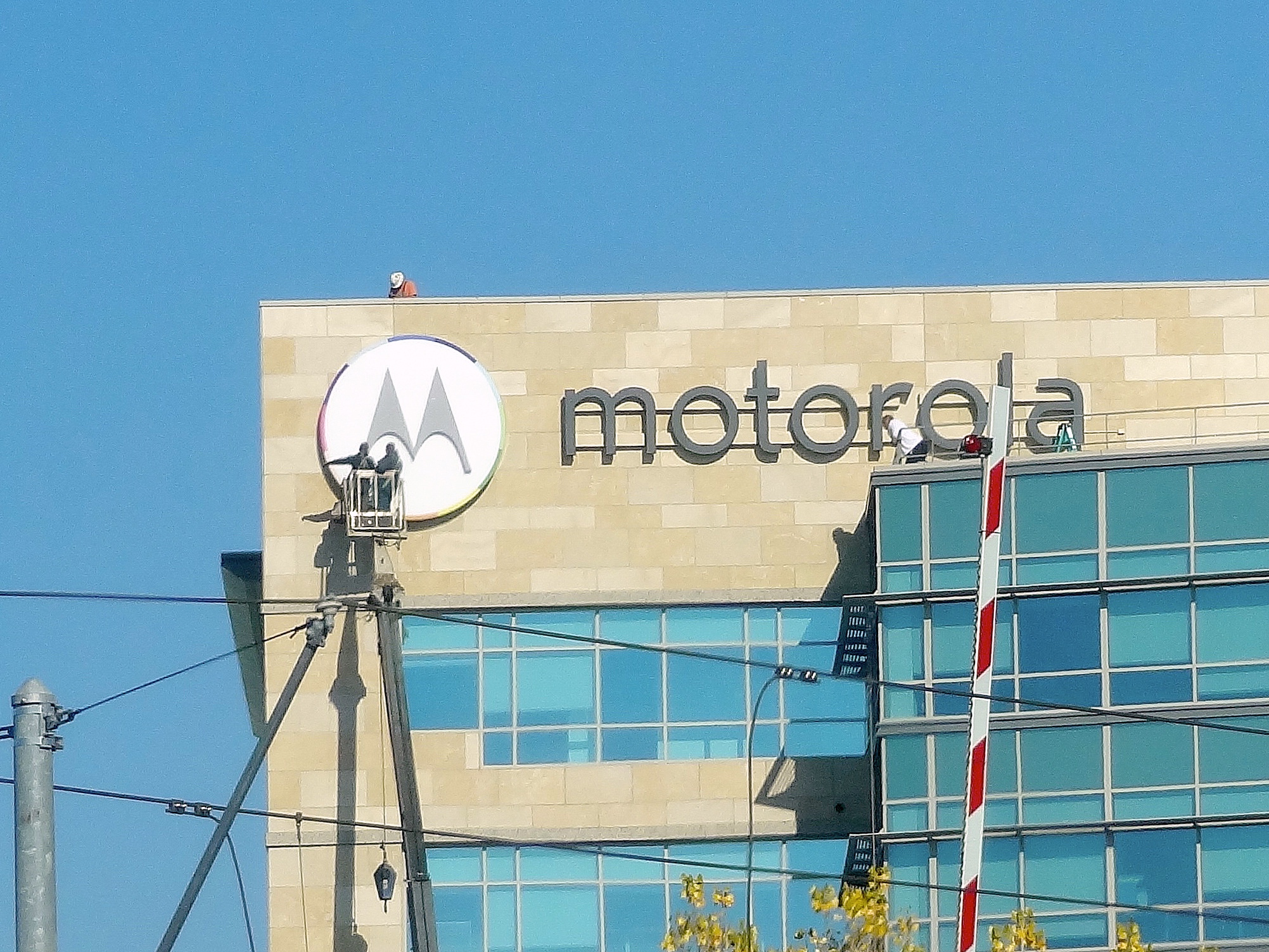
Google, instalando un logo nuevo de Motorola Mobility cerca del Campus principal de Google. 7 semanas después de esto, Motorola Mobility fue vendida a Lenovo.

El 15 de agosto de 2011, Google anunció la compra de Motorola Mobility por 12.500 millones de dólares. Después del proceso de aprobaciones antimonopólicas de los reguladores mundiales, entre ellos el Comisario Europeo de Competencia y el Departamento de Justicia de los Estados Unidos, se confirmó el cierre de la operación el 19 de mayo de 2012, designando a Dennis Woodside como CEO, sustituyendo a Sanjay Jha. Con la adquisición se incluyeron más de 17.000 patentes de Motorola.

### Arris adquiere Motorola Home
El 19 de diciembre de 2012, Arris Group y Google anunciaron que Arris y Motorola Mobility habían llegado a un acuerdo definitivo en el cual Arris adquiriría Motorola Home, división de Motorola Mobility. La adquisición fue valorada en 2.350 millones de dólares en efectivo y en acciones de Arris.

### Lenovo adquiere Motorola Mobility
Lenovo compra en 2014 Motorola Mobility a Google por 2.910 millones de dólares. Aunque Google no vende las patentes que obtuvo al comprar Motorola Mobility.
Lenovo apuesta por Motorola Mobility con el fin de obtener mayor penetración en el resto del mundo para su nueva división de teléfonos móviles, la cual solo es fuerte en China.
En octubre de 2014 Lenovo concretó de manera oficial el proceso de adquisición, asegurando que mantendrá la marca Motorola y continuará con el lanzamiento de dispositivos nuevos y ofreciendo soporte para los dispositivos anteriores.
En enero de 2016 la prensa reportó que Lenovo renombraría la línea de productos de Motorola como Moto by Lenovo. Sin embargo, Motorola Mobility anunció en su blog oficial que desde un punto de vista de marketing, Lenovo se centrará en las sub-marcas Moto y Vibe, pero que Motorola Mobility continuará existiendo. Desde marzo de 2017, se vuelve a utilizar el nombre completo Motorola, a veces apareciendo con un "A Lenovo Company" en la parte inferior del logotipo.

## Imagen corporativa

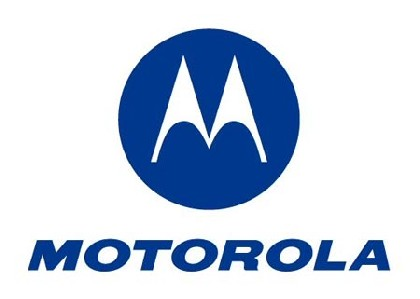
2007-2011
2011-2013
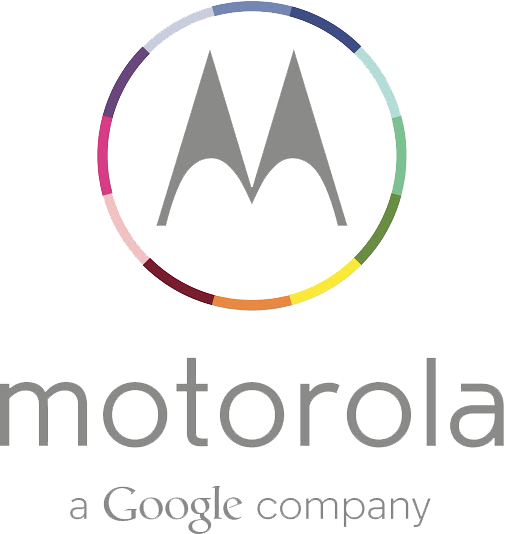
2013-2015
Desde 2015